# John McCuish
John Berridge McCuish, född 22 juni 1906 i Leadville, Colorado, död 12 mars 1962 i Newton, Kansas, var en amerikansk republikansk politiker. Han var Kansas guvernör från 3 januari till 13 januari 1957.
McCuish utexaminerades 1925 från Washburn University och var därefter verksam som journalist. Han deltog i andra världskriget i USA:s armé.
McCuish tjänstgjorde som Kansas viceguvernör 1955–1957. Guvernör Fred Hall avgick 1957 kort före mandatperiodens slut och McCuish tjänstgjorde som guvernör de sista dagarna som var kvar av Halls mandatperiod.
McCuish avled 1962 och gravsattes på Greenwood Cemetery i Newton.